# Cementació
La cementació és un tractament tèrmic que s'aplica en peces d'acer. El procés consisteix a augmentar el contingut de carboni en la superfície d'una peça mitjançant difusió i el seu posterior trempat per aconseguir diferències de duresa entre la superfície i el nucli.

## Objectiu de la cementació
El tremp ofereix duresa a la peça, però també fragilitat. Per contra, si no es trempa el material no tindrà la duresa suficient i es desgastarà. Per conservar les millors qualitats dels dos casos s'utilitza la cementació.
La cementació té per objecte endurir la superfície d'una peça sense modificació del nucli, donant lloc així a una peça formada per dos materials, la del nucli d'acer amb baix índex de carboni, tenaç i resistent a la fatiga, i la part de la superfície, d'acer amb major concentració de carboni, més dura, resistent al desgast ia les deformacions, sent tot això una única peça compacta.
La cementació consisteix a recobrir les parts a cementar d'una matèria rica en carboni, anomenada cementant, i sotmetre-la durant diverses hores a altes temperatures (900 °C). En aquestes condicions, el carboni anirà penetrant en la superfície que recobreix a raó de 0,1 a 0,2 mm per hora de tractament.
A la peça així obtinguda hom li fa el tractament tèrmic corresponent, tremp i revingut, i cada una de les dues zones de la peça, adquirirà les qualitats que corresponen al seu percentatge de carboni. De vegades es fan dos trempaments, un homogeni a tota la peça i un segon tremp que endureix la part exterior.
La cementació troba aplicació en totes aquelles peces que hagin de posseir gran resistència al xoc i tenacitat juntament amb una gran resistència al desgastament, com és el cas dels pinyons, lleves, eixos, etc.

## Característiques de la cementació
- Endureix la superfície
- No afecta el cor de la peça
- Augmenta el carboni de la superfície
- La seva temperatura d'escalfament és prop de 900 °C
- Es ruixa la superfície amb pols de cementar (Productes cementant)
- El refredament és lent i es fa necessari un tractament tèrmic posterior

## Fonaments químics
Seguint les lleis de la difusió, el C penetra cap a l'interior de la peça deixant una concentració decreixent tal com s'observa a la figura.
La quantitat y distribució del carboni absorbit depèn de quatre factors fonamentals:
-  % de C de l'acer a cementar
- Potencial de C del medi cementant
- Temperatura de cementació
- Temps de cementació

L'agent cementant és el C actiu (C+) i l'atmosfera cementant és el CO. Les reaccions bàsiques que tenen lloc en el procés de la cementació són les següents:
- CO → C+ + O-
- Fe + 2CO → Fe(C) + CO₂

El CO el subministra la crackització d'hidrocarburs de cadena curta, com el metà, i el propà:
- CH₄ + H₂O → CO +3H₂ CO + ½O₂ ↔ CO₂
- CH₄ + CO₂ → 2CO + 2H₂ H₂ + ½O₂ ↔ H₂O

## Tipus de cementació
Les cementacions es poden dividir en 3 tipus principalment: 
1. Cementació sòlida
2. Cementació líquida
3. Cementació gasosa

### Cementació sòlida
Les peces a cementar es col·loquen en un recipient tancat o urna rodejades de carbó vegetal, [coc] i 20% de [carbonat bàric].
Limitacions:
Poc control del potencial de carboni i poc control d'estructura i de gruix.
Utilització
En desús. Peces molt grans o utillatges en taller.

### Cementació líquida
La peça és sotmesa a una immersió en un bany de [nitrur sòdic] (Na₃N) a una temperatura de treball entre 850 °C y 950 °C. La capa cementada conté C y N, els percentatges dels quals dependran de la composició i la temperatura.
Amb aquest tipus de cementació, s'obtenen capes de fins a 5 mm de gruix.
Un exemple de composició del bany líquid per a aconseguir un gruix de 0,2 a 1,5 mm és el següent:
- 17 ÷ 23% de cianur sòdic
- 14 ÷ 40% de clorur bàric
- Resta: cianur potàssic, clorur sòdic, carbonat sòdic i activadors per incrementar la penetració (com els fluorurs de Ba y Ca).

Avantatges:
Amb aquest tipus de cementació s'obté un bon control del bany i de la capa produïda, i baix cost de la instal·lació.
Inconvenients:
Existeix perillositat durant el procés i en la posterior manipulació de les peces. Requereix una gran neteja de les peces abans i després del tractament.

### Cementació gasosa
En aquest tipus de cementació, s'utilitza una barreja de gas cementant com pot ser el metano, propà, butà, etc. i un gas portador per omplir consistent en una barreja de nitrogen, hidrogen i CO. Al començament de la cementació actua preferentment el gas cementant i en la fase de difusió el gas portador.

#### Cicle de cementació gasosa
El cicle complet de cementació gasosa és el següent:

Existeixen altres cicles de cementació gasosa. Són els següents:
- Cementació – trempat – revingut:

Consisteix en la cementació gasosa seguida d'un trempat senzill amb regeneració parcial de gra i d'un revingut. En aquest cicle s'obtenen les millors característiques de la capa cementada.
- Cementació – recuit intermedi - trempat – revingut:

Entre la cementació gasosa i el revingut final, es realitza un recuit intermedi i un trempat. El recuit intermedi és d'eliminació de tensions per reduir al màxim les deformacions que puguin aparèixer en el trempat que es realitza a continuació.
- Cementació i 1r trempat – 2n trempat - revingut:

En aquest tipus de cicle es duu a terme un doble trempat. El primer trempat es realitza al final de la cementació i, quan finalitza, s'escalfa la peça fins a una temperatura lleugerament superior a AC1 i es duu a terme el segon trempat. En aquest cicle s'obtenen les millors característiques mecàniques en el nucli de la peça. El seu principal desavantatge és l'aparició de majors deformacions.

## Acers de cementació
Són apropiats per cementació els acers de baixa contingut de carboni, que conservin la tenacitat en el nucli. El crom accelera la velocitat de penetració del carboni. Els acers al crom níquel tenen bones qualitats mecàniques i responen molt bé a aquest procés. Una concentració de níquel per sobre del 5% retarda el procés de cementació.
Segons siguin els requisits de duresa i resistència mecànica hi ha diversos tipus d'acers adequats per rebre el tractament de cementació i posterior tractament tèrmic.

### Tipus d'acers per cementació
- Acers per cementació al carboni : cementació 900 º -950 º, primer temple 880 º -910 º en aigua o oli, segon temple 740 º -770 º en aigua. Tremp 200 º màx.

Aplicacions: Peces poc carregades i de gruix reduït, de poca responsabilitat i escassa tenacitat en el nucli.
- Acers per cementació al Cr-Ni d'125kgf/mm  2  : Té en la seva composició un 1% de Cr i un 4,15% de Ni. cementació 850 º -900 º, primer temple 900 º -830 º en oli, segon temple 740 º -780 º en oli. Tremp 200 º màx.

Aplicacions: Peces de gran resistència en el nucli i bona tenacitat. Elements de màquines i motors. Engranatges, lleves, etc.
- Acers per cementació al Cr-Mo de 95 kgf/mm  2  : Té en la seva composició un 1,15% de Cr i un 0,20% Mo cementació 890 º -940 º; primer tremp 870 º -900 º en oli, segon temple 790 º -820 º en oli. Tremp 200 º màx.

Aplicacions: Peces per a automòbils i maquinària de gran duresa superficial i nucli resistent. Peces que pateixin gran desgast i transmetin esforços elevats. Engranatges, lleves, etc.
- Acers per cementació al Cr-Ni-Mo de 135 kgf/mm  2  : Té en la seva composició un 0,65% de Cr, 4% de Ni i 0,25% de Mo cementació 880 º -930 º; primer temple 830 º -860 º aire o oli;

segon temple 740 º -770 º oli. Tremp 200 º màx.
Aplicacions: Peces de grans dimensions d'alta resistència i duresa superficial. Màquines i motors de màxima responsabilitat., Rodes dentades, etc.